# 르노-닛산 CMF
CMF(커먼 모듈 패밀리) 플랫폼은 르노와 닛산이 공동 개발한 전륜구동 및 사륜구동 기반의 아키텍처형 자동차 플랫폼이다.

## 설명
폭스바겐 MQB, 토요타 뉴 글로벌 아키텍처와 비슷한 컨셉을 가진 플랫폼이며, 주로 경형에서 중형급 모델에 탑재된다. 구조는 엔진 배치 구역, 운전석, 전면 하부 차체, 후면 하부 차체, 전기 및 전자 장치 총 5가지로 구성된다. 2013년에 닛산의 캐시카이와 X-트레일에 적용된 것을 시작으로 이후 여러 차종에도 적용되기 시작하였다. 이 플랫폼이 적용되는 차량들은 대부분 연료 주입구가 오른쪽에 위치한다.

## 적용 차량

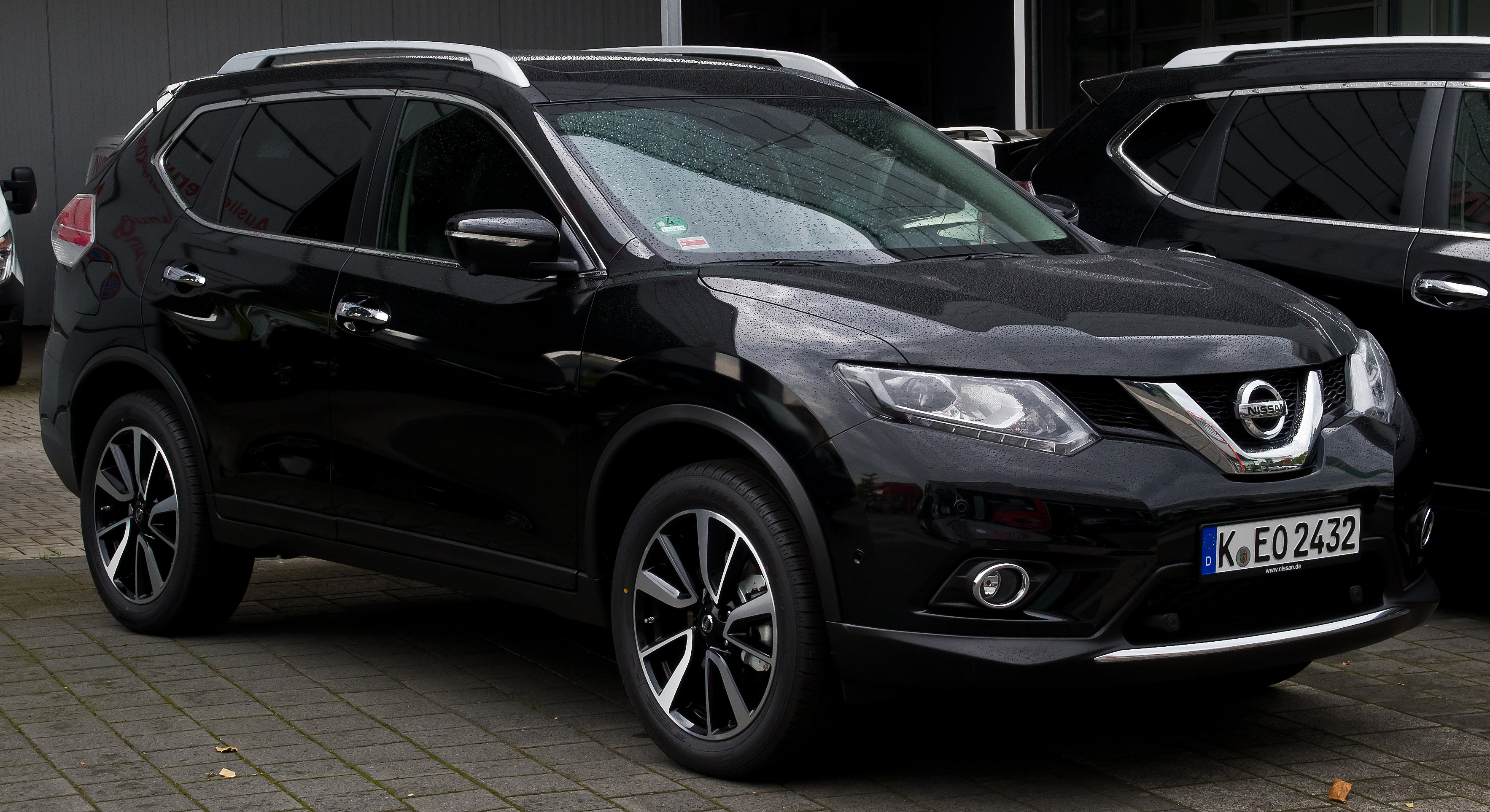
닛산 X-트레일

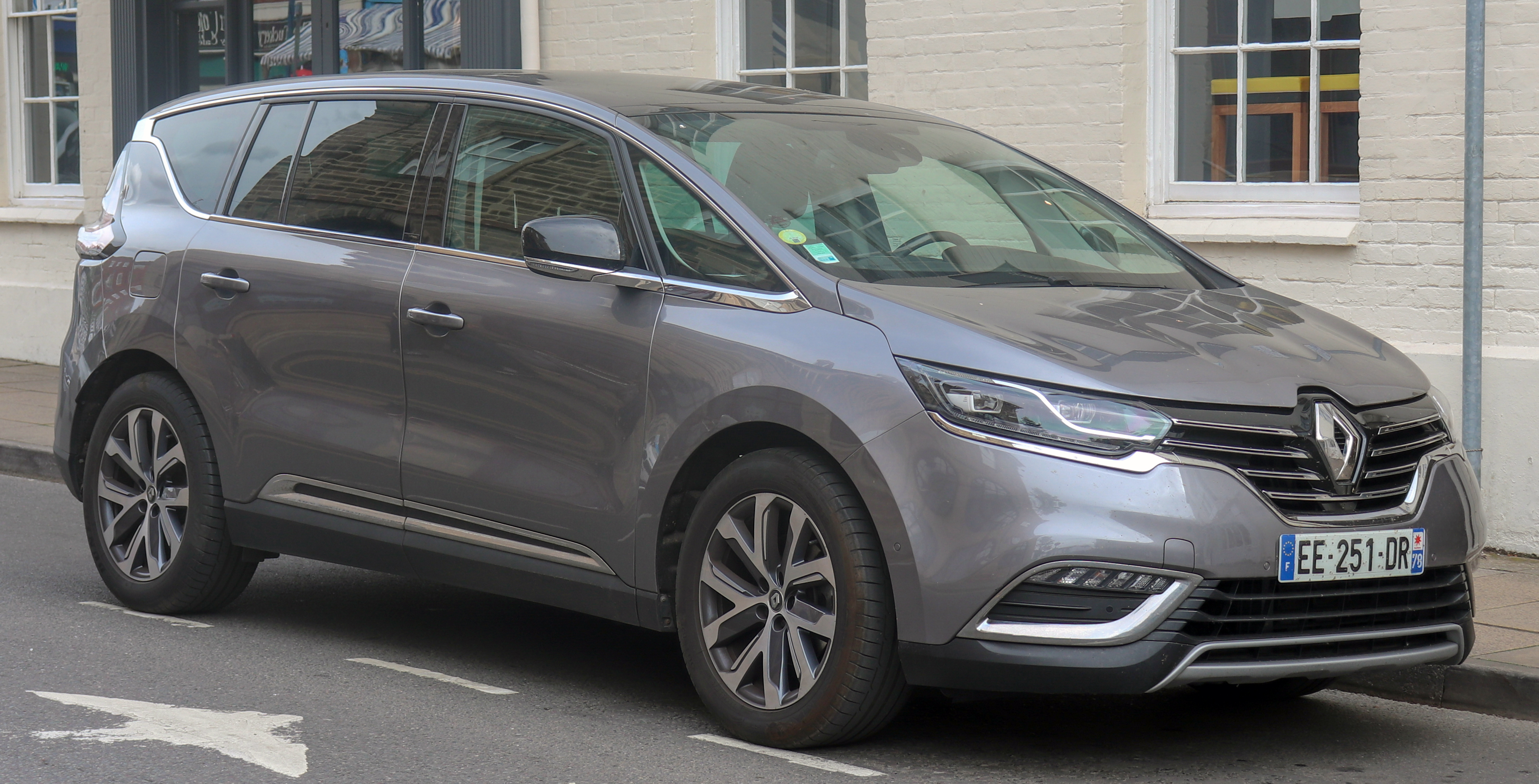
르노 에스파스

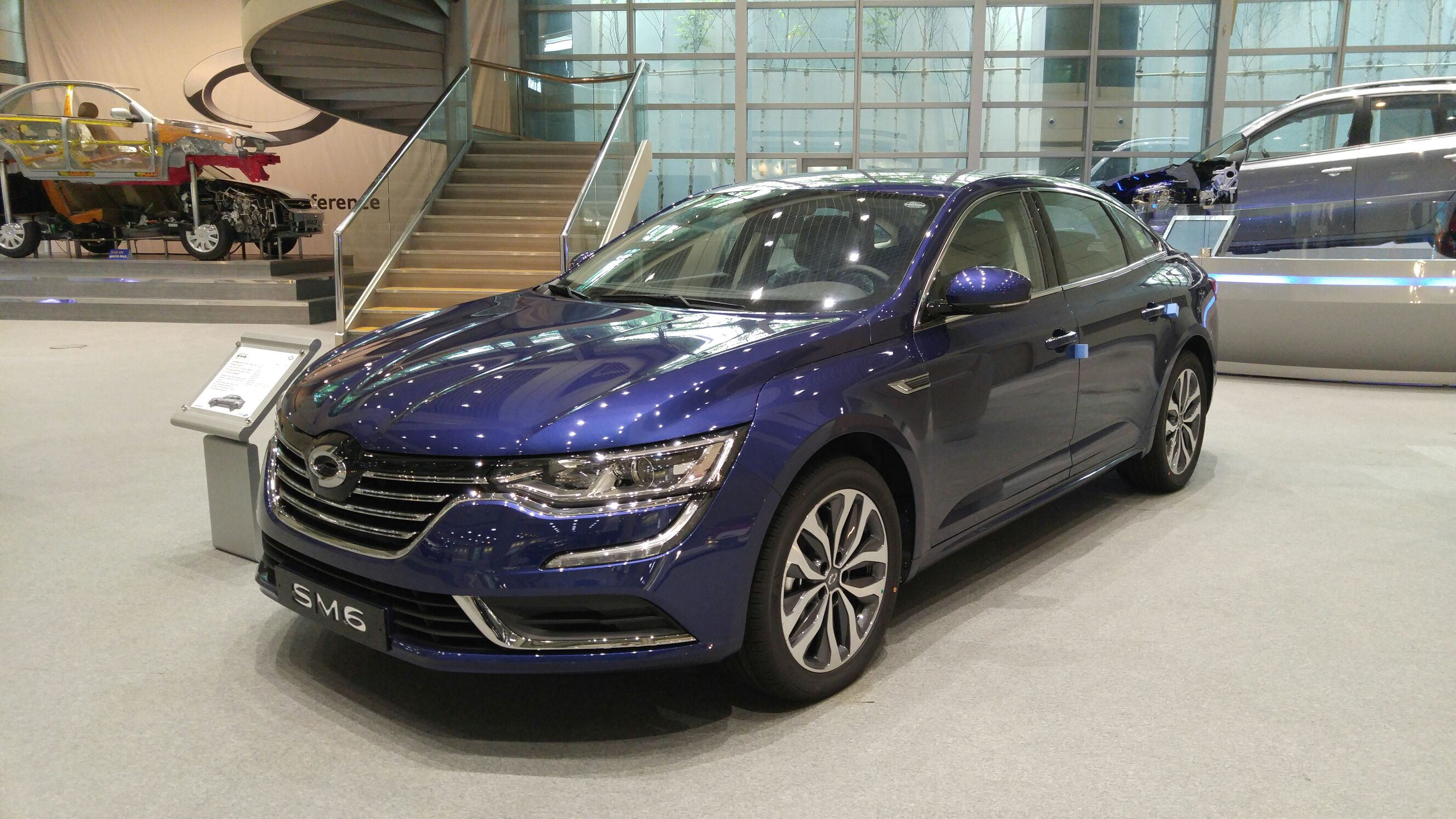
르노삼성 SM6

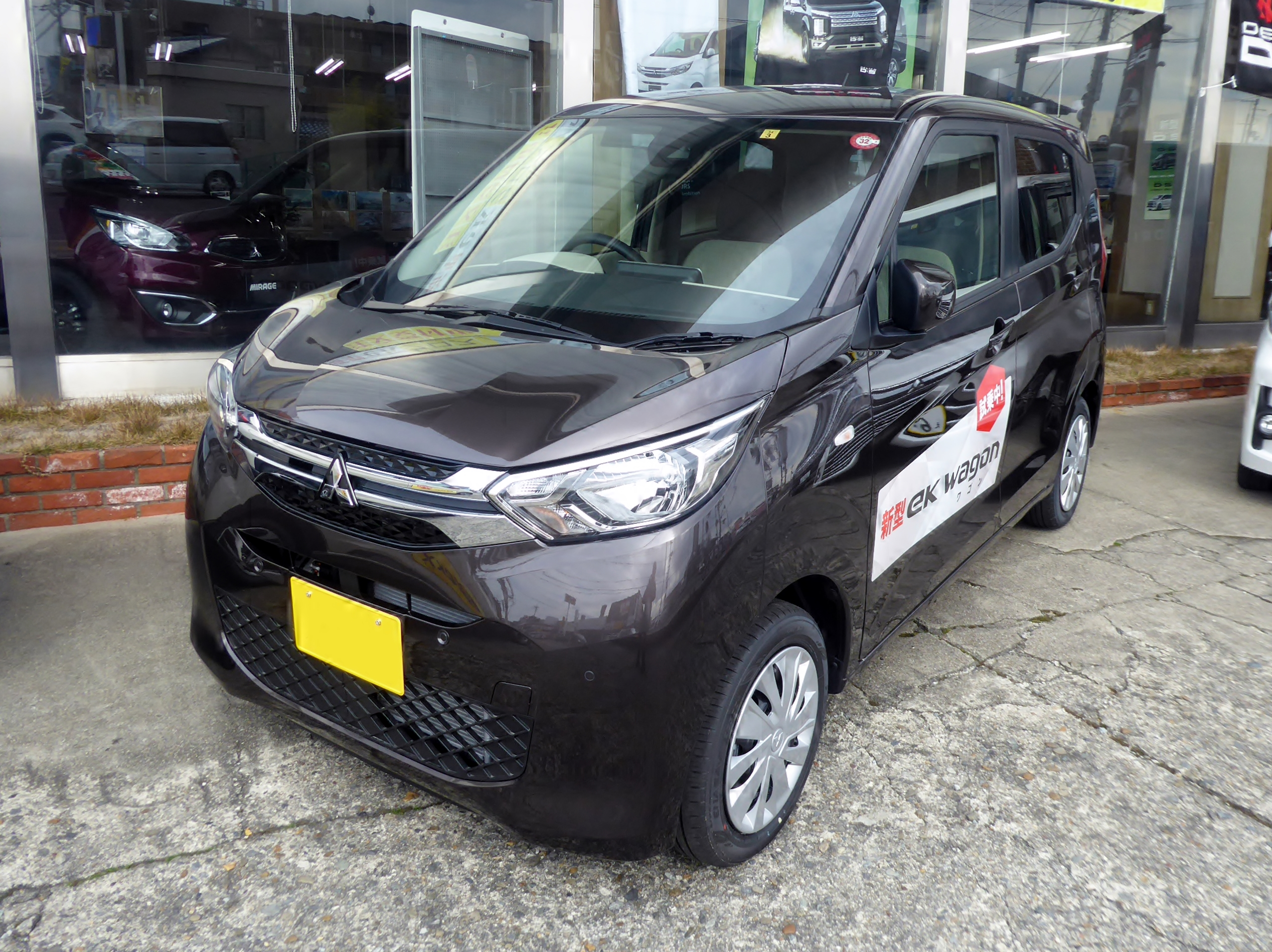
미쓰비시 eK

### CMF-A
- 르노 크위드
- 닷선 redi-GO
- 미쓰비시 eK/닛산 데이즈

#### CMF-A+
- 르노 트라이버
- 닛산 매그나이트
- 르노 카이거

### CMF-B
- 르노 클리오
- 르노 캡쳐
- 닛산 쥬크
- 닛산 노트
- 르노삼성 XM3/르노 아르카나 (국제시장용)

### CMF-C/D
- 닛산 X-트레일/로그 (T32, 3/2세대)
- 닛산 캐시카이/로그 스포츠
- 닛산 펄사
- 르노 에스파스
- 르노 카자르
- 르노 탈리스만/르노삼성 SM6
- 르노 메간
- 르노 콜레오스/르노삼성 QM6
- 닛산 실피
- 닛산 X-트레일/로그 (T33, 4/3세대)
- 미쓰비시 아웃랜더
- 르노 오스트랄

## 암페어 플랫폼
암페어 플랫폼은 르노가 전기차 생산 전문 브랜드인 암페어를 런칭하면서 기존의 르노-닛산 CMF 플랫폼들 중 전기차 플랫폼을 암페어 브랜드로 재소속화한 것이다. 암페어 플앳폼의 종류는 다음과 같다.

### AmpR 스몰
이전에는 CMF-B EV 플랫폼으로 알려져 있었으며, B세그먼트 이하의 차종에 탑재될 예정이다. 
- 르노 5 E-테크
- 르노 4 E-테크(예정)
- 르노 트윙고 EV(예정)
- 닛산 마이크라 EV(예정)

### AmpR 미디엄
이전에는 CMF EV 플랫폼으로 알려져 있었으며, C~D세그먼트 사이의 차종에 탑재될 예정이다. 
- 닛산 아리야
- 르노 메간 E-테크
- 르노 세닉 E-테크

### AmpR 라지
D세그먼트 이상의 차량에 적용될 플랫폼이다. 현재는 플랫폼의 이름만 나온 상태이며, 정확한 매커니즘과 적용 예정 차량들은 알려지지 않았다.